# Virginia Nyambura
Virginia Nyambura Nganga (20 luglio 1993) è una siepista keniota.

## Biografia
Ha iniziato la sua carriera sportiva con la corsa campestre, classificandosi terza nel 2008 nelle serie organizzate dall'Athletics Kenya. L'anno successivo si classifica terza nella categoria juniores dei campionati del mondo di corsa campestre tenutisi ad Amman. Nel 2010 ha vinto il titolo nazionale giovani e alla prima edizione dei Giochi olimpici giovanili, nei 2000 metri siepi, si classifica prima.
Nel 2015 è chiamata nel team nazionale seniores per partecipare nella staffetta mista ai IAAF World Relays 2015 riuscendo a conquistare la prima medaglia keniota della manifestazione e ad infrangere la miglior prestazione africana. Nello stesso hanno ottiene il primo riconoscimento individuale internazionale vincendo la Diamond League nella specialità dei 3000 m siepi.

## Palmarès
| Anno | Manifestazione            | Sede      | Evento          | Risultato | Prestazione | Note            |
| ---- | ------------------------- | --------- | --------------- | --------- | ----------- | --------------- |
| 2010 | Giochi olimpici giovanili | Singapore | 2000 m siepi    | Oro       | 6'29"97     |                 |
| 2015 | World Relays              | Nassau    | Staffetta mista | Argento   | 10'43"35    | Record africano |
| 2015 | Mondiali                  | Pechino   | 3000 m siepi    | 7ª        | 9'26"21     |                 |
| 2024 | Africani di cross         | Hammamet  | Individuale     | Argento   | 32'34"      |                 |
| 2024 | Mondiali di cross         | Belgrado  | Staffetta mista | Oro       | 22'15"      |                 |

## Campionati nazionali
2010
- 10ª ai campionati kenioti, 3000 m siepi - 10'28"19

2012
- Bronzo ai campionati kenioti juniores, 3000 m siepi - 10'24"6

2013
- 11ª ai campionati kenioti, 3000 m siepi - 10'20"7

2022
- 6ª ai campionati kenioti, 3000 m siepi - 9'45"92

2024
- Oro ai campionati kenioti di corsa campestre, cross corto - 6'16"

## Altre competizioni internazionali
2010
- Bronzo ai campionati under-18 dell'Africa orientale ( Khartoum), 2000 m siepi - 6'52"92

2013
- 12ª al Memorial Van Damme ( Bruxelles), 3000 m siepi - 9'58"08

2015
- Vincitrice della Diamond League nella specialità dei 3000 m siepi (15 punti)
- Bronzo all'Herculis ( Monaco), 3000 m siepi - 9'13"85
- Argento al Golden Gala ( Roma), 3000 m siepi - 9'15"75
- Oro all'Athletissima ( Losanna), 3000 m siepi - 9'16"99
- 6ª al Memorial Van Damme ( Bruxelles), 3000 m siepi - 9'20"38
- Oro al Doha Diamond League ( Doha), 3000 m siepi - 9'21"51

2016
- 7ª al Meeting de Paris ( Parigi), 3000 m siepi - 9'18"95